# Massimo Mattiazzo
Massimo Mattiazzo (Padova, 7 febbraio 1960) è un allenatore di calcio ed ex calciatore italiano, di ruolo portiere.

## Carriera

### Giocatore
Debuttò in Serie C2 nel 1981 con il Casale. Dopo un anno nel Campionato Interregionale con il Dolo, passò al L.R. Vicenza.
Alla sua prima stagione con i veneti non scese mai in campo, mentre fu il secondo di Claudio Maiani nella stagione 1984-1985, che vide la promozione del Vicenza in Serie B. Nelle due successive stagioni in Serie B disputò complessivamente 68 gare, chiudendo la carriera da professionista nel 1990, sempre coi berici.

### Preparatore dei portieri
Ritiratosi dal calcio giocato, è diventato un preparatore dei portieri, iniziando la sua carriera al Vicenza. Nella stagione 2004-2005 entrò nello staff tecnico di Renzo Ulivieri al Padova, ricoprendo il ruolo di preparatore dei portieri. Nonostante i vari cambi di allenatore, conservò il ruolo fino al gennaio 2009, quando fu ingaggiato Attilio Tesser.
Dopo il licenziamento del tecnico e del suo staff, fu richiamato dalla società. Nella stagione 2010-2011 entrò a far parte dello staff del settore giovanile, sempre nel ruolo di preparatore dei portieri.
Nel 2013 divenne il preparatore dei portieri dell'Abano, formazione della Provincia di Padova, in Eccellenza e Serie D.
Dal 2017 al 2019 fu il preparatore dei portieri del Legnago, in Serie D. Dopo aver allenato i portieri dell'Este, nella stagione 2020-2021 è passato alla Luparense.

## Statistiche

### Presenze e reti nei club
| Stagione            | Squadra             | Campionato          | Campionato | Campionato |
| Stagione            | Squadra             | Comp                | Pres       | Reti       |
| ------------------- | ------------------- | ------------------- | ---------- | ---------- |
| 1980-1981           | L.R. Vicenza        | B                   | 0          | 0          |
| 1981-1982           | Casale              | C2                  | 8          | -11        |
| 1982-1983           | Dolo                | Int.                | 30         | -33        |
| 1983-1984           | L.R. Vicenza        | C1                  | 0          | 0          |
| 1984-1985           | L.R. Vicenza        | C1                  | 14         | -3         |
| 1985-1986           | L.R. Vicenza        | B                   | 38         | -33        |
| 1986-1987           | L.R. Vicenza        | B                   | 30         | -32        |
| 1987-1988           | L.R. Vicenza        | C1                  | 0          | 0          |
| 1988-1989           | L.R. Vicenza        | C1                  | 3          | -3         |
| 1989-1990           | L.R. Vicenza        | C1                  | 0          | 0          |
| Totale L.R. Vicenza | Totale L.R. Vicenza | Totale L.R. Vicenza | 85         | -71        |
| Totale carriera     | Totale carriera     | Totale carriera     | 113        | -115       |